# Nouvelle Cuisine
Nouvelle Cuisine é uma banda de jazz de São Paulo que surgiu na mídia em 1987. Ficou conhecida por seu experimentalismo musical. Fez shows internacionais.
As apresentações ocorriam em casas noturnas e boates, apresentando o jazz acústico e os grandes nomes do jazz mundial dos anos 30 e anos 50 de autores como Duke Ellington, Ira Gershwin, George Gershwin, Rodgers & Hart, Charles Mingus, entre outros.
O estilo musical do jazz foi explorado no primeiro disco (1988), com interpretações de "My Funny Valentine", "Embreceable You".
Em 1991, lançam Slow Food, (produção de Oscar Castro-Neves), agora tendo no repertório composições brasileiras, de Dorival Caymmi e Djavan, bem como "Luzes", que Caetano Veloso compôs para a banda e ainda uma participação especial de Gal Costa.
O terceiro álbum, Novelhonovo (o contrabaixo de F. Mancini já não fazia parte do grupo), exibiu repertório brasileiro: Ismael Silva, Dona Ivone Lara, Chico Buarque e Gilberto Gil. A faixa "Stormy Weather" foi a única a registrar a época dos grandes nomes do jazz.
O quarto álbum, Freebossa Confessional (já não contava com o vocalista Carlos Fernando), apresenta a banda e seu novo nome Nouvelle; repertório eclético, abrangendo Dorival Caymmi, Edu Lobo, Duke Ellington e Django Reinhardt.
O vocalista da banda, Carlos Fernando, morreu em fevereiro de 2019.

## Integrantes
- Guga Stroeter, (vibrafone e bateria)
- Flávio Mancini Jr., (contrabaixo)
- Luca Raele, (piano e clarineta)
- Maurício Tagliari, (guitarra)

Ex-integrantes
- Carlos Fernando, (vocal), até 2019.

## Discografia
- 1988 Nouvelle Cuisine, WEA[8]
- 1991 Slow Food, WEA[8]
- 1995 Novelhonovo, Eldorado[8]
- 2000 Free Bossa, Brazil Music[8]
- 2001 Sucessos + Raridades, WEA